# Mette Frederiksen
Mette Frederiksen, född den 19 november 1977 i Ålborg, är en dansk politiker som sedan den 27 juni 2019 är landets statsminister. Hon är partiledare för Socialdemokratiet sedan den 28 juni 2015.

## Bakgrund

### Tidiga år
Mette Frederiksen föddes i Ålborg den 19 november 1977. Hon är dotter till typografen Flemming Frederiksen och pedagogen Anette Frederiksen.
Frederiksen genomgick studier vid Aalborghus gymnasium och började 1997 studera vid Aalborg universitet. Hon avlade där år 2000 en kandidatexamen i administration och samhällsvetenskap. Vidare har hon en magisterexamen i afrikanska studier från Köpenhamns universitet 2009.

### Tidig politisk karriär
Frederiksen har varit ledamot av Folketinget sedan den 20 november 2001 och har innehaft flera ledande poster; 2005 blev hon partiets talesperson för sociala frågor och mellan 2005 och 2011 var hon vice gruppledare för Socialdemokraternes folketingsgrupp. Den 3 oktober 2011–10 oktober 2014 var hon sysselsättningsminister (motsvarande svensk arbetsmarknadsminister) i regeringen Helle Thorning-Schmidt I. Den 10 oktober 2014 tillträdde hon posten som justitieminister.
Vid folketingsvalet 2007 samlade Mette Frederiksen 27 077 personröster, vilket gav henne en sjunde plats över de danska politiker som fått flest personröster. 2002 inledde hon debatten om att göra prostitution olagligt, och 2009 stod hon bakom kongressens beslut att Socialdemokraterne ska ”arbeta för ett förbud mot köp av sexuella tjänster”. 2016 ansåg hon att sexköpare inte passade i vissa yrken, men hon ville inte längre förbjuda företeelsen. Samma år var hon en av flera partiledare som tryckte på för att Danmark skulle få en samtyckeslagstiftning kring sexuella handlingar.
Under sin tid som sysselsättningsminister arbetade hon bland annat för att reformera förtidspensionssystemet, ”flexjobben” och hela sysselsättningssystemet. Dessutom reformerade hon socialbidragssystemet, så att unga arbetslösa får lägre ersättning och att sammanboende får ömsesidig försörjningsplikt för varandra.

### Partiledare och statsminister
Den 20 juni 2015 utsågs Mette Frederiksen till konstituerande partiledare för Socialdemokratiet, innan hon blev vald som partiordförande av en extra partikongress den 28 juni. Detta skedde efter att den tidigare partiledaren Helle Thorning-Schmidt på valnatten den 18 juni 2015 hade meddelat sin avgång, på grund av Socialdemokraternes valförlust. Samtidigt avslutades Frederiksens knappt nio månader långa period som justitieminister.
Efter Folketingsvalet i Danmark 2019 utsågs Frederiksen, som den yngsta någonsin, till statsminister i en socialdemokratisk enpartiregering med stöd av Socialistisk Folkeparti, Enhedslisten och Radikale Venstre. Hon tillträdde den 27 juni 2019, efter att hon presenterat sin regering och efter 20 dagars förhandlingar med de tre andra stödpartierna i Folketinget.
Mette Frederikssen har uppmärksammats för att kraftigt ha minskat mottagandet av invandrare till Danmark, på en mycket stramare nivå än vad andra socialdemokratiska ledare i Europa beslutat om. Hon har på senare år även propagerat för stöd till Ukraina, prioritetering av HBTQ-frågor och klimatskydd.

## Utmärkelser, andra aktiviteter
Frederiksen mottog 2002 LO:s Nina Bang-pris för att ha visat politiskt mod, entusiasm och genomslagskraft med social känsla. Dessutom mottog hon 2008 Peter Sabroe-priset och 2012 Ting-priset. Hon har varit medförfattare till två antologier, Epostle 2003 och Fra kamp till kultur 2004 (ej översatta till svenska).

## Privatliv
Mellan 2003 och 2014 var hon gift med Erik Harr. Tillsammans har de två barn. Sedan 2020 är hon gift med filmfotografen Bo Tengberg.